# Резниченко, Иван Иванович
Иван Иванович Резниченко (22 января 1916 — 10 августа 1983) — лётчик-штурмовик, штурман 810-го штурмового авиационного Режицкого полка (225-я штурмовая авиационная дивизия, 15-я воздушная армия), майор. Герой Советского Союза.

## Биография
Резниченко Иван Иванович родился 22 января 1916 года в крестьянской семье в селе Елизавет-Хорошево (ныне село Кислянка Синельниковского района Днепропетровской области).
В семье было трое детей: сестра Ирина, братья Прокофей и Иван. Они рано остались без родителей, Ивану было около двух лет. Детей на воспитание взяли родные дядя с тётей. Рано начал самостоятельную жизнь.
После окончания семилетки поступил в Днепропетровский политехникум железнодорожного транспорта, который окончил в 1936 году.
- С мая 1936 по сентябрь 1937 года работал в Таганроге помощником железнодорожного машиниста паровозного депо.
- С марта 1937 по май 1937 года работал в Нижнеднепровске Днепропетровской области.
- С мая по сентябрь 1937 года работал в городе Мелитополе Запорожской области техником по технике безопасности 8-го отделения паровозной службы.
- В сентябре 1937 года по призыву ЦК ВЛКСМ и по спецнабору был призван в Чугуевское военное авиационное училище Харьковского военного округа, где проходил обучение по октябрь 1940 года.
- С октября 1940 по март 1941 года — Одесский военный округ, младший лейтенант 160-го резервного полка.
- С марта 1941 по сентябрь 1942 года — Орловский и Сибирский военный округ, лётчик-инструктор Олсуфьевской военной школы стрелков-бомбардиров.
- С сентября 1942 по ноябрь 1942 года — Приволжский военный округ, командир звена 949-го штурмового авиационного полка 1-й запасной авиабригады.
- С ноября 1942 по апрель 1943 года — Приволжский военный округ, слушатель курсов командиров звеньев 1-й запасной авиабригады.
- С апреля 1943 по январь 1944 года — Брянский фронт, заместитель командира эскадрильи, он же штурман эскадрильи 810-го штурмового авиаполка.
- С января 1944 по август 1944 года - 2-й Прибалтийский фронт, командир эскадрильи 810-го штурмового авиаполка..
- С августа 1944 по март 1945 года — 2-й Прибалтийский фронт, штурман 810-го штурмового авиаполка.

В марте 1945 года направлен на учёбу в Военно-Воздушную академию командно-штурманского состава в город Монино, которую окончил в 1949 году.
При выполнении боевых заданий был дважды сбит, но в обоих случаях «падал» на переднем крае своих войск. За период боевых действий совершил 114 боевых вылетов, из них 90 вылетов ведущим мелких и крупных групп самолётов до полка включительно. Член ВКП(б)/КПСС с 1943 года. Войну закончил в звании майора на должности штурмана полка.
После окончания академии продолжил службу в ВВС. В декабре 1958 года демобилизован из рядов Вооружённых Сил по состоянию здоровья.

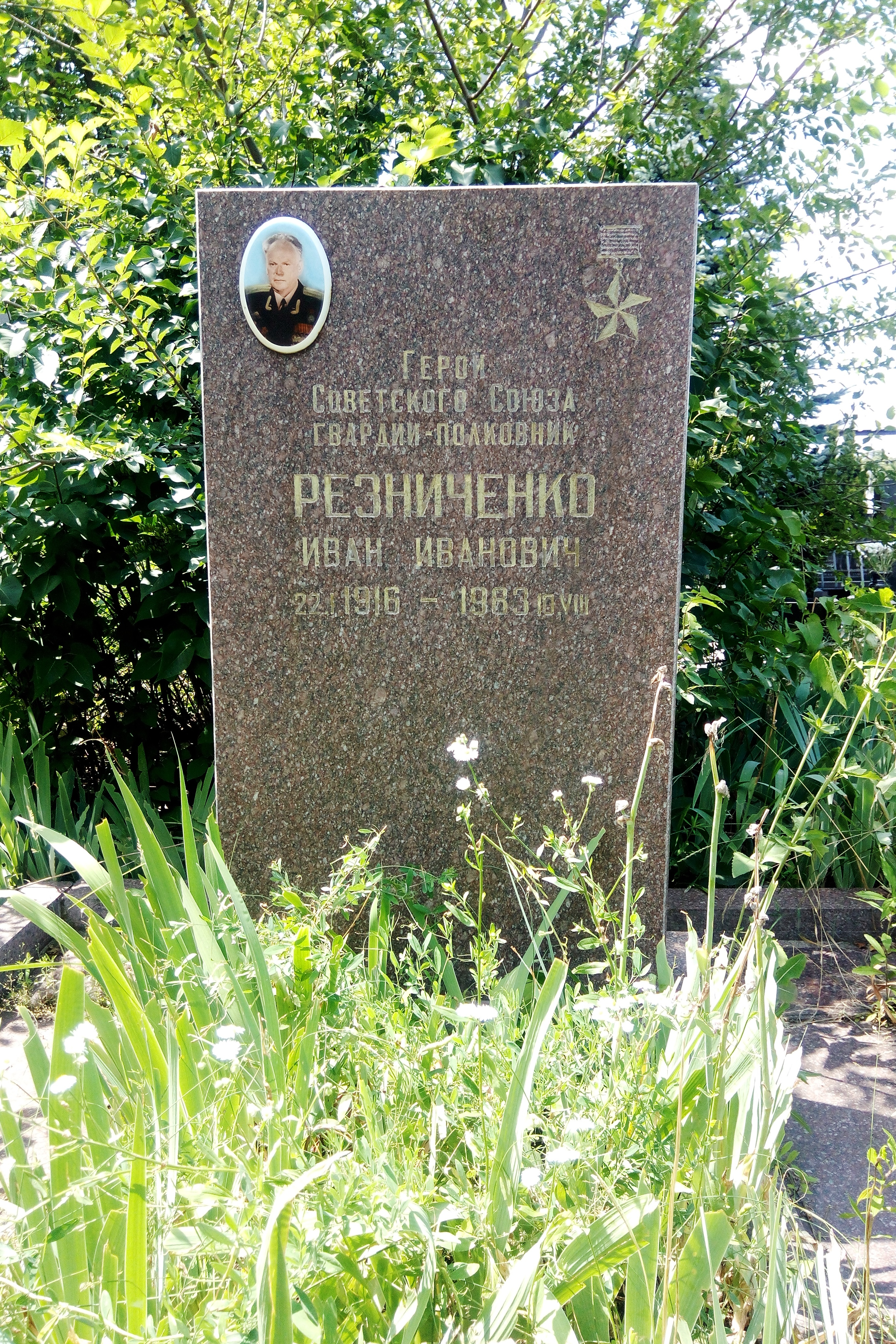
Могила Ивана Ивановича Резниченко на Аллее Героев Сурско-Литовского кладбища в Днепре

Жил и работал в Днепропетровске. Умер 10 августа 1983 года. Похоронен в Днепропетровске на Сурско-Литовском кладбище.

## Награды
- Указом Президиума Верховного Совета СССР от 18 августа 1945 года за образцовое выполнение заданий командования и проявленные при этом мужество и героизм, майору Резниченко Ивану Ивановичу присвоено звание Героя Советского Союза с вручением ордена Ленина и медали «Золотая Звезда» (№ 7962).
- Награждён тремя орденами Красного Знамени, орденами Александра Невского, Отечественной войны 1-й степени, Красной Звезды и медалями[1].

## Память
- В Днепропетровске на здании техникума, где учился Резниченко, установлена мемориальная доска.
- В селе Кислянка в его честь названа улица.
- На аллее Героев г. Чугуев.